# Kim Ok-bin
Kim Ok-bin (hangul: 김옥빈; hanja: 金玉彬; rr: Gim Ok-bin; MR: Kim Okpin; Gwangyang, 29 de dezembro de 1986) é uma atriz sul-coreana. Ela começou sua carreira de atriz com um papel no filme Voice, de 2005. Ela apareceu na série de televisão Over the Rainbow e em filmes como Dasepo Naughty Girls, The Accidental Gangster and the Mistaken Courtesan e The Villainess. Ela recebeu várias indicações em festivais de cinema e ganhou o prêmio de Melhor Atriz no Festival de Cinema de Sitges de 2009 por seu papel em Thirst.

## Início da vida
Kim nasceu em 3 de janeiro de 1987 e é a mais velha de três irmãos. Ela treinou artes marciais quando criança e alcançou o terceiro dan no Hapkido e o segundo dan no Taekwondo. Ela também pratica Muay Thai e boxe. Ela também se interessa por carros e motocicletas, corridas de velocidade, computadores e esportes como futebol e beisebol. Ela é ambidestra.

## Carreira

### 2004–2008: Início de carreira
Kim fez sua estreia no mundo do entretenimento ao entrar num concurso de beleza online organizado pelo portal Naver em 2004. Apesar de ter pouca experiência adquirida em atuação, ela foi escalada como um dos três protagonistas do filme de terror de 2005, Voice, pelo qual ela foi indicada a categoria Melhor Atriz Revelação no Blue Dragon Film Awards e no Baeksang Arts Awards.
Em seguida, ela estrelou como atriz principal em Hanoi Bride, um drama de duas partes da SBS exibido durante o feriado de Chuseok para relembrar o 30º aniversário da Guerra do Vietnã. Sua atuação como a vietnamita Lý Thị Vũ chamou a atenção do diretor de cinema E J-yong, que a escalou como personagem principal em seu filme de 2006, Dasepo Naughty Girls, baseado em uma webcomic popular. E comentou: "Poucas jovens atrizes seriam maduras o suficiente para compreender completamente a heroína que tem que sustentar a família vendendo-se como prostituta... Mas Kim parecia uma atriz que tinha a capacidade de compreender a personagem." Ela inicialmente relutou em aceitar o papel, já que o quadrinho original tinha algumas cenas explícitas, mas decidiu confiar no diretor com base em seus trabalhos anteriores.
Kim fez testes para um papel na série dramática da KBS de 2006, Hello, God, e depois de impressionar o diretor Ji Yeong-soo com sua "intensa determinação", recebeu o pape de Seo Eun-hye, uma trapaceira estelionatária. Durante as filmagens, ela expressou dúvidas, dizendo: "Eu costumava chorar duas ou três vezes todos os dias quando as filmagens começaram porque me sentia uma atriz péssima", e com uma agenda apertada que lhe permitia menos de duas horas de sono por dia, foi relatado que desmaiou no set. Mais tarde naquele ano, ela apareceu no drama da MBC, Over the Rainbow, como Jeong Hee-su, uma aspirante a cantora pop, um papel que exigia que ela cantasse e dominasse movimentos difíceis de breakdance. O produtor da série Han Hee elogiou Kim, dizendo: "Ela é uma atriz ousada. Ela está muito entusiasmada com seu papel, com uma atitude quase perfeccionista." No entanto, ela causou preocupações quando admitiu comer apenas uma refeição por dia durante as filmagens do drama.
Em seu próximo filme, The Accidental Gangster and the Mistaken Courtesan, ela estrelou ao lado de Lee Jung-jae como uma kisaeng da era Joseon. Ela disse que achou difícil desempenhar um papel em um filme histórico, mas foi ajudada por consultas com o diretor Yeo Gyoon-dong e estudou dança tradicional coreana por dois meses. O filme estreou na Coreia do Sul em dezembro de 2008.

### 2009–2012: sucesso comThirste fama internacional

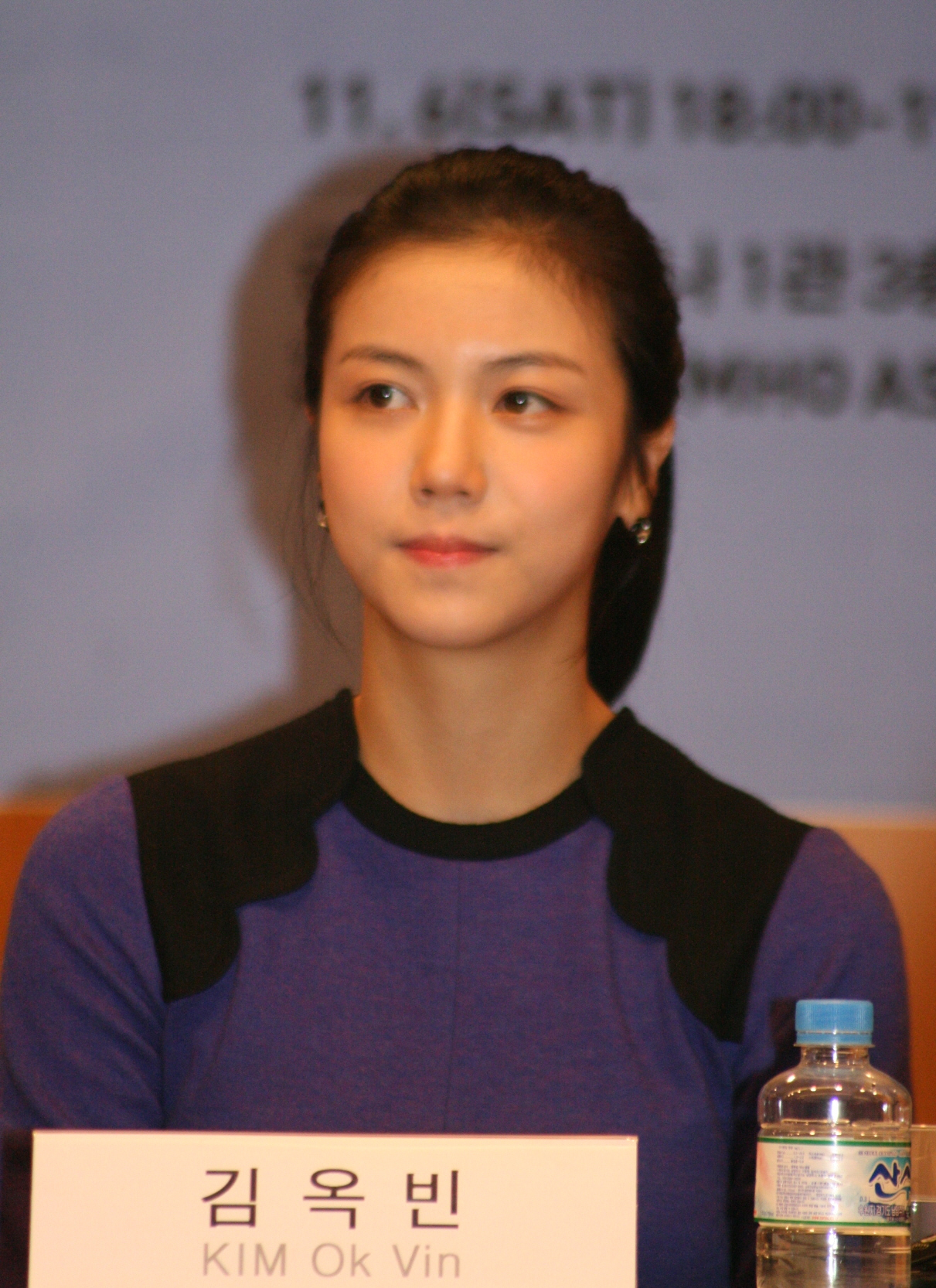
Kim em 2009

Em fevereiro de 2008, Kim foi anunciada como protagonista feminina em Thirst, de Park Chan-wook, em um papel que exigiu inúmeras cenas adultas com a co-estrela Song Kang-ho. Kim sentiu que aprendeu muito trabalhando ao lado de Song, enquanto Park elogiou sua versatilidade em mostrar os diferentes lados de sua personagem, Thirst liderou as bilheterias sul-coreanas durante seu fim de semana de estreia, com mais de um milhão de ingressos vendidos, e foi convidado para o Festival de Cinema de Cannes de 2009, onde ganhou o Prêmio do Júri. Richard Corliss, da Time, elogiou o desempenho de Kim no filme, dizendo: "É a adorável Kim, de apenas 22 anos, quem é a revelação aqui. Ela pode interpretar – não, ela pode ser – uma criatura de docilidade muda, depois de ardor investigativo, depois de erotismo explosivo, depois de intenção assassina. Ela é Lady Chatterley e Lady Macbeth num só pacote fumegante". Maggie Lee, do The Hollywood Reporter, foi mais crítica, comentando: "A neurose aguda [de Kim] às vezes é irritante, mas para uma relativamente novata, ela mantém suas contínuas transformações de personalidade no ritmo", enquanto Kyu Hyun Kim do OhmyNews disse: "Kim é incrivelmente sexy tanto nos modos de dona de casa murcha quanto de femme fatale, e se dedica totalmente ao papel", mas a considerou "um pouco jovem e contemporânea demais" para o papel. Ela ganhou o prêmio de Melhor Atriz no 42º Festival de Cinema de Sitges, junto com Elena Anaya, por Hierro, e recebeu outras indicações no Blue Dragon Film Awards, no Green Globe Film Awards, e no Baeksang Arts Awards.
Kim se reuniu com o diretor E J-yong para estrelar em Actresses, um filme de baixo orçamento no qual ela e outras cinco atrizes coreanas participam de uma sessão fotográfica para a revista Vogue. Assim como suas colegas de elenco, Kim concordou em participar sem nenhum contrato envolvendo pagamento e compartilhou os créditos. O filme estreou em 10 de dezembro de 2009.
Em 2011, Kim estrelaria ao lado de Eric Mun no drama de ação da KBS, Poseidon, programado para ser transmitido em julho de 2011. No entanto, eles desistiram quando a produção foi interrompida após o incidente do Bombardeio de Yeonpyeong em novembro de 2010. Logo em seguida, Kim apareceu no filme de guerra The Front Line, interpretando uma atiradora de elite.
Kim mais uma vez trabalhou com E J-yong no curta How to Fall in Love in 10 Minutes, como parte do filme Cine Note, patrocinado pelo Samsung Galaxy Note. E J-yong contatou atores de quem ele é pessoalmente próximo e ofereceu-lhes os papéis, e a maioria deles aceitou sem remuneração com base em sua amizade e lealdade a ele, incluindo Kim. O processo de filmagem foi posteriormente retratado em Behind the Camera, o mocumentário de E J-yong de 2013 com um conceito semelhante ao de Actresses.
Kim então tingiu o cabelo de rosa para a comédia Over My Dead Body de 2012, que ela disse ter gostado muito de filmar, por ser fã do gênero. Isto foi seguido por um papel principal no filme de suspense e ficção científica, 11 A.M., que foi lançado no segundo semestre de 2013.

### 2013-presente: retorno à televisão e papéis diversificados
Kim voltou à televisão em 2013 no drama épico da KBS, The Blade and Petal, ambientado na dinastia Goguryeo, seu primeiro drama de TV em sete anos. Em 2014, Kim interpretou uma batedora de carteira na série de comédia a cabo da JTBC, Steal Heart. Kim estrelou em Minority Opinion, filme de drama jurídico, que terminou as filmagens em 2013, mas foi lançado nos cinemas em 2015.

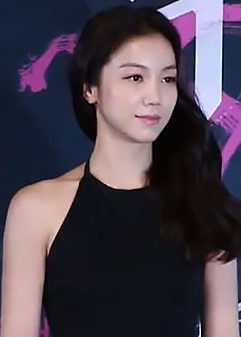
Kim em 2017

Em 2017, Kim estrelou o filme de suspense e ação, The Villainess. O filme foi convidado para o Festival de Cinema de Cannes, onde teve sua estreia mundial.
Em 2018, Kim estrelou o thriller militar, The Discloser. No mesmo ano, ela voltou à televisão ao atuar no drama de suspense da OCN, Children of a Lesser God.
Em 2020, Kim estrelou o drama histórico de fantasia Arthdal Chronicles, ao lado de Song Joong-ki, Kim Ji-won e outros atores notáveis.
Em novembro de 2022, Kim assinou contrato com a agência Ghost Studio.

## Flimografia

### Filmes
| Ano  | Título                                             | Papel          | Notas                 |
| ---- | -------------------------------------------------- | -------------- | --------------------- |
| 2005 | Voice                                              | Park Young-eon |                       |
| 2006 | Arang                                              |                | Participação especial |
| 2006 | Dasepo Naughty Girls                               | Menina pobre   |                       |
| 2008 | The Accidental Gangster and the Mistaken Courtesan | Seol-ji        |                       |
| 2009 | Thirst                                             | Tae-ju         |                       |
| 2009 | Actresses                                          | Ela mesma      | Co-roteirista         |
| 2011 | The Front Line                                     | Cha Tae-gyeong |                       |
| 2012 | Over My Dead Body                                  | Han Dong-hwa   |                       |
| 2013 | Behind the Camera                                  | Ela mesma      |                       |
| 2013 | 11 A.M.                                            | Young-eun      |                       |
| 2015 | Minority Opinion                                   | Gong Soo-kyung |                       |
| 2017 | The Villainess                                     | Sook-hee       |                       |
| 2017 | The Discloser                                      | Jung-sook      |                       |
| 2022 | Life Is But A Dream                                | Sable          | Curta-metragem        |

### Séries de televisão
| Ano       | Título                   | Papel                     | Notas                                  |
| --------- | ------------------------ | ------------------------- | -------------------------------------- |
| 2005      | Hanoi Bride              | Lý Thị Vũ                 |                                        |
| 2006      | Hello, God               | Seo Eun-hye               |                                        |
| 2006      | Over the Rainbow         | Jeong Hee-su              | Tambem cantou "Start" na trilha sonora |
| 2007      | War of Money             | Lee Soo-young             | Apareceu em quatro episódios bônus     |
| 2013      | The Blade and Petal      | Princesa So-hee/Moo-young |                                        |
| 2014      | Steal Heart              | Kang Yoo-na               |                                        |
| 2018      | Children of a Lesser God | Kim Dan                   |                                        |
| 2019–2023 | Arthdal Chronicles       | Tae Al-ha                 | Temporadas 1–2                         |
| 2021      | Dark Hole                | Lee Hwa-sun               |                                        |

### Webséries
| Ano  | Título           | Papel      | Ref.   |
| ---- | ---------------- | ---------- | ------ |
| 2023 | Love to Hate You | Yeo Mi-ran | [ 49 ] |

### Webshows
| Ano  | Título                    | Papel    | Notas                    | Ref.   |
| ---- | ------------------------- | -------- | ------------------------ | ------ |
| 2023 | Saturday Night Live Korea | Anfitriã | Episódio 8 – Temporada 3 | [ 50 ] |

### Participações em vídeos musicais
| Ano  | Música           | Artista        |
| ---- | ---------------- | -------------- |
| 2004 | "A Cold Heart"   | Lee Seung-chul |
| 2006 | "Tomorrow"       | Hwanhee        |
| 2006 | "Dangerous Love" | Lena Park      |
| 2007 | "Absentmindedly" | Zi-A           |

## Prêmios e indicações
| Ano  | Prêmio                           | Categoria                                             | Indicado(s)/Trabalho(s)                            | Resultado | Ref.   |
| ---- | -------------------------------- | ----------------------------------------------------- | -------------------------------------------------- | --------- | ------ |
| 2005 | 26º Blue Dragon Film Awards      | Melhor Atriz Revelação                                | Voice                                              | Indicado  | [ 6 ]  |
| 2006 | 42º Baeksang Arts Awards         | Melhor Atriz Revelação                                | Voice                                              | Indicado  | [ 7 ]  |
| 2006 | MBC Drama Awards                 | Melhor Atriz Revelação                                | Over the Rainbow                                   | Indicado  | [ 51 ] |
| 2006 | MBC Drama Awards                 | Prêmio PD                                             | Over the Rainbow                                   | Venceu    |        |
| 2006 | KBS Drama Awards                 | Melhor Atriz Revelação                                | Hello, God                                         | Indicado  |        |
| 2009 | 45º Baeksang Arts Awards         | Melhor Atriz Revelação                                | The Accidental Gangster and the Mistaken Courtesan | Indicado  |        |
| 2009 | 42º Festival de Cinema de Sitges | Melhor Atriz                                          | Thirst                                             | Venceu    | [ 21 ] |
| 2009 | 30º Blue Dragon Film Awards      | Melhor Atriz                                          | Thirst                                             | Indicado  | [ 22 ] |
| 2010 | Green Globe Film Awards          | Melhor Atriz Internacional                            | Thirst                                             | Indicado  | [ 23 ] |
| 2010 | 46º Baeksang Arts Awards         | Melhor Atriz                                          | Thirst                                             | Indicado  | [ 24 ] |
| 2010 | Fangoria Chainsaw Awards         | Melhor Atriz Coadjuvante                              | Thirst                                             | Indicado  |        |
| 2013 | KBS Drama Awards                 | Prêmio de Excelência, Atriz em Drama de Média Duração | The Blade and Petal                                | Indicado  |        |
| 2014 | 3º APAN Star Awards              | Prêmio de Excelência, Atriz em um Drama Serial        | Steal Heart                                        | Venceu    | [ 52 ] |
| 2015 | 51º Baeksang Arts Awards         | Melhor Atriz (TV)                                     | Steal Heart                                        | Indicado  |        |
| 2016 | 21º Chunsa Film Art Awards       | Melhor Atriz Coadjuvante                              | Minority Opinion                                   | Indicado  |        |
| 2017 | 26º Buil Film Awards             | Melhor Atriz                                          | The Villainess                                     | Indicado  |        |
| 2017 | 1º The Seoul Awards              | Melhor Atriz                                          | The Villainess                                     | Indicado  |        |
| 2017 | 54º Grand Bell Awards            | Melhor Atriz                                          | The Villainess                                     | Indicado  |        |
| 2017 | 38º Blue Dragon Film Awards      | Melhor Atriz                                          | The Villainess                                     | Indicado  | [ 53 ] |
| 2018 | 54º Baeksang Arts Awards         | Melhor Atriz                                          | The Villainess                                     | Indicado  | [ 54 ] |
| 2018 | 23º Chunsa Film Art Awards       | Melhor Atriz                                          | The Villainess                                     | Venceu    | [ 55 ] |
| 2023 | 9º APAN Star Awards              | Prêmio de Excelência, Atriz em um Drama Serial        | Arthdal Chronicles 2                               | Venceu    | [ 56 ] |